# Willem Einthoven
Willem Einthoven (Semarang, 21 mei 1860 – Leiden, 28 september 1927) was een Nederlandse arts die bekend werd als uitvinder van de snaargalvanometer, waarmee hij praktisch bruikbare elektrocardiogrammen (ECG) kon vervaardigen. Hij ontwikkelde ook terminologie voor het interpreteren ervan. In 1924 werd hij hiervoor onderscheiden met de Nobelprijs voor Fysiologie of Geneeskunde.

## Biografie
Willem Einthoven werd geboren op het eiland Java in Nederlands-Indië als zoon van de legerarts Jacob Einthoven en Louise Maria Mathilde Caroline de Vogel, de dochter van de Rijksambtenaar der Financiën in Indië. Nadat Willems vader in 1870 overleed, verliet vier jaar later zijn moeder met haar zes kinderen Nederlands-Indië en vestigde zich in Utrecht. In 1878 voltooide Willem hier zijn schoolopleiding met een einddiploma HBS. Op 16 oktober 1878 schreef hij zich in Utrecht in als student geneeskunde. Tijdens zijn studie ontwikkelde hij een sterke interesse voor de natuurkunde en de oogheelkunde, zijn leermeesters waren fysicus C.H.D. Buys Ballot, fysiologen W. Koster en F.C. Donders en de oogarts H. Snellen. In zijn studietijd is Einthoven zeer sportief als schermer. Aanvankelijk wilde hij oogarts worden. Maar door een breuk in zijn pols die door de geneesheer verkeerd werd behandeld, ontstond er stijfheid in zijn pols. Om weer voldoende beweeglijkheid in zijn pols te krijgen ging hij roeien. In 1880 was hij als student medeoprichter van de Utrechtsche Studenten Roeivereeniging "Triton".
Op 4 juli 1885 promoveerde Einthoven cum laude bij professor Snellen op zijn proefschrift over Stereoscopie door kleurverschil, waarna hij op 9 januari 1886 te Amsterdam tot arts werd bevorderd. Nog geen jaar later werd hij benoemd tot hoogleraar in de fysiologie en histologie aan de Rijksuniversiteit Leiden, waar hij de overleden hoogleraar Adriaan Heynsius opvolgde. In datzelfde jaar trad hij op 29 april in het huwelijk met zijn nicht Frédérique Jeanne Louise de Vogel (1861-1937). Uit dit huwelijk werden een zoon en drie dochters geboren.

## Elektrocardiogram

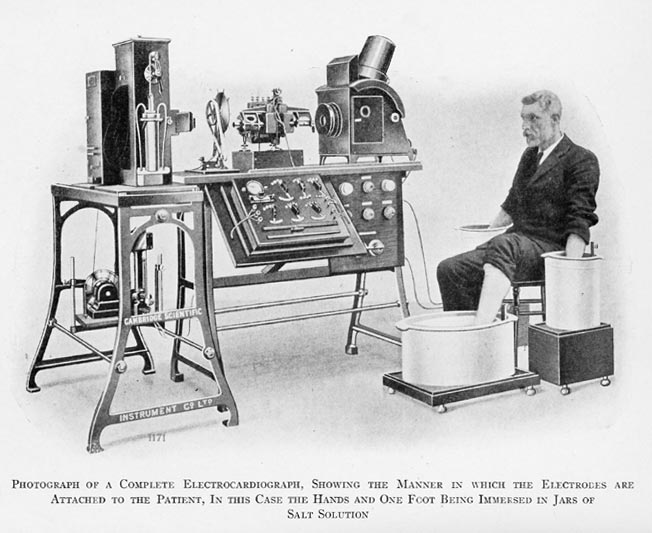
Een van de eerste commerciële ECG-toestellen, gebouwd in 1911 door de Cambridge Scientific Instrument Company te Londen.

Voor Einthovens tijd was het reeds bekend dat de hartslag gepaard ging met kleine elektrische stromen, maar instrumenten uit die tijd konden dit fenomeen niet nauwkeurig genoeg meten zonder de elektroden direct op het hart te plaatsen. Eind 19e eeuw was Einthoven in het Leids Physiologisch Laboratorium begonnen met het registreren van deze elektrische activiteit van het hart bij gezonde en zieke mensen.
Voor dit doel gebruikte hij de capillaire elektrometer, die in 1873 door Gabriel Lippmann was ontworpen. In 1887 was het de Engelse fysioloog Augustus Desiré Waller voor het eerst gelukt om met dit instrument de actiestromen van het menselijke hart vast te leggen. Ondanks de verbeteringen die Einthoven doorvoerde, zodat hij een nauwkeurige registratie verkreeg bleef het werken met de capillaire elektrometer te omslachtig.
Einthoven ging op zoek naar een beter meetinstrument en richtte zijn aandacht op de galvanometer van Deprez-d'Arsonval, waaruit hij begin 1901 de snaargalvanometer ontwikkelde. In Galvanometrische registratie van het menschelijk electrocardiogram (1903) publiceerde hij zijn uitvinding.
Zijn instrument bestond uit een zeer dunne stroomgeleidende kwartsdraad die verticaal gespannen was tussen twee poolschoenen van een sterke elektromagneet. De ragfijne draden had Einthoven zelf gemaakt door halfgesmolten glasdraden met pijl-en-boog weg te schieten en het resultaat te voorzien van een geleidende zilverlaag. Dit experiment is succesvol herhaald door het televisieprogramma Jekels Jacht, gepresenteerd door Diederik Jekel en uitgezonden door de NTR. Wanneer een stroom door de draad liep zorgde het magneetveld ervoor dat deze bewoog. Via een microscoop werd de uitslag van de draad vergroot en vervolgens vastgelegd op een draaiende rol fotografisch papier die de continue uitslag van de kwartsdraad registreerde.

## Telecardiogram
Op 22 maart 1905 werd het eerste cardiogram door Einthoven opgenomen. Het apparaat was echter zo groot en zwaar dat het niet naast het bed van de patiënt gezet kon worden; patiënten moesten naar het instrument worden vervoerd. Hiervoor kreeg Einthoven geen toestemming van de ziekenhuisdirectie omdat de meeste patiënten te verzwakt waren om naar het Fysiologisch Laboratorium te komen. Daarom bracht hij tussen de patiënt en zijn snaargalvanometer met behulp van een telefoonlijn een verbinding tot stand. Hierdoor lukte het Einthoven in 1906 een aantal cardiogrammen te publiceren waarop diverse hartafwijkingen te zien waren.
Met zijn nieuwe apparaat bracht Einthoven ook standaardisatie aan in het uitvoeren van hartmetingen. Optimale plaatsing van de elektroden, snelheid van registratie en ijking van de gevoeligheid waren belangrijk voor acceptatie van het medisch instrument en de resultaten ervan. De door Einthoven geïntroduceerde afleidingen (De driehoek van Einthoven) maken nog altijd deel uit van het standaard-elektrocardiogram zoals dat overal ter wereld wordt gebruikt, en ook de namen die hij aan de verschillende delen van het elektrocardiogram gaf zijn tot standaard geworden. Nog altijd is het elektrocardiogram een essentieel hulpmiddel voor de cardioloog.
Einthoven verbeterde zijn apparaat door een vacuümmodel van de snaargalvanometer te ontwikkelen. Zijn zoon Willem Fredrik (1893-1945), die in Delft studeerde, wilde deze galvanometer gebruiken als elektrisch resonantie-instrument om uitgezonden radiotelegrammen in morsecode uit Nederlands-Indië fotografisch te registreren. In 1923 lukte het om een radiotelegram uit Bandoeng over een afstand van 12 000 km fotografisch te registreren.

## Eerbewijzen
- Einthoven ontving in 1924 de Nobelprijs voor Geneeskunde.
- De Universiteit Leiden heeft het Willem Einthovengebouw aan het Kolffpad in Leiden naar hem vernoemd. Het Leiden Bio Science Park kent in Leiden en in Oegstgeest een Einthovenweg respectievelijk Willem Einthovenstraat.
- Op 12 april 2022 werd aan de Rijnsburgerweg 23 in Leiden, waar hij heeft gewoond, een gedenkplaat onthuld.
- In Utrecht is een straat naar hem vernoemd; de Einthovendreef in de wijk Overvecht.
- In de Geleerdenbuurt in Heemstede is de Einthovenlaan naar hem vernoemd.
- In de Rotterdamse wijk Park 16Hoven (onderdeel van Overschie) bevindt zich het Einthovenpad.
- In de Groningse wijk Corpus den hoorn bevindt zich de Einthovenlaan.